# Eremophila (fugl)
Eremophila er en slægt af fugle i lærkefamilien, der omfatter to arter udbredt i Amerika, Afrika og Eurasien. Fra Danmark kendes arten bjerglærke som trækgæst.

## Arter
De to arter i slægten Eremophila:
- Bjerglærke, Eremophila alpestris
- Ørkenbjerglærke, E. bilopha